# Oldensworter Vorland
Das Oldensworter Vorland ist ein Naturschutzgebiet in der schleswig-holsteinischen Stadt Tönning und der Gemeinde Oldenswort im Kreis Nordfriesland.
Das Naturschutzgebiet ist gleichzeitig Bestandteil des FFH-Gebietes „Untereider“ und des EU-Vogelschutzgebietes „Ramsar-Gebiet Schleswig-Holsteinisches Wattenmeer und angrenzende Küstengebiete“. Zuständige untere Naturschutzbehörde ist der Kreis Nordfriesland.
Das Naturschutzgebiet liegt in der Eiderstedter Marsch nordöstlich von Tönning. Es erstreckt sich auf den Bereich zwischen dem Deichfuß des Eiderdeichs und dem Fahrwasserrand der Eider zwischen dem Damm der Bundesstraße 5 im Süden und der Ortslage von Axendorf im Norden und stellt das Deichvorland am nordwestlichen Ufer der Eider, die Uferbereiche und die Wattflächen unter Schutz. Das Schutzgebiet wird von Feuchtgrünlandflächen im Überflutungsbereich der Eider und Wattflächen geprägt.
Die Vorlandflächen wurden nach dem Bau des Eidersperrwerks zunächst verstärkt landwirtschaftlich genutzt, wodurch sie biologisch verarmten. Nach der Ausweisung als Naturschutzgebiet wurde die Nutzung extensiviert und das Grünland wieder vernässt. Heute wird es nur noch im Sommer extensiv beweidet. Das Naturschutzgebiet ist ein wichtiger Lebensraum für zahlreiche Wiesen-, Wat- und Wasservögel. So kommen hier u. a. Krick-, Schnatter-, Spieß-, Knäk- und Löffelenten, Uferschnepfe, Kiebitz, Bekassine, Austernfischer, Rotschenkel und Trauerseeschwalbe vor. Auch Wachtelkönig und die Singvögel Feldlerche, Schafstelze, Wiesenpieper, Schilfrohrsänger und Blaukehlchen sowie zahlreiche weitere Arten sind hier heimisch. Im Winterhalbjahr rasten Weißwangengänse und Pfeifenten, Kampfläufer sind als Zugvögel zu beobachten und auch Strand- und Wasserläufer kommen vor.
Im Oldenworter Vorland gibt es an 5 Stellen historische Ringtränken, die bereits zum Ende des Mittelalters angelegt wurden. Dabei handelt es sich um süßwasserhaltige Tränkekuhlen für das Vieh, die durch Wälle umgeben sind. Diese sollten das Süßwasser bei Überflutung vor dem Salzwasser der Nordsee schützen. Solche Ringtränken gibt es auf Eiderstedt sonst nur noch 2 weitere im Vorland von Westerhever.
Das Naturschutzgebiet wird vom Landesverband Schleswig-Holstein des Naturschutzbundes Deutschland betreut. Es ist auf seiner gesamten Länge vom Eiderdeich aus einsehbar. Am Rand des Schutzgebietes gibt es Informationstafeln mit Hinweisen zum Naturschutzgebiet.

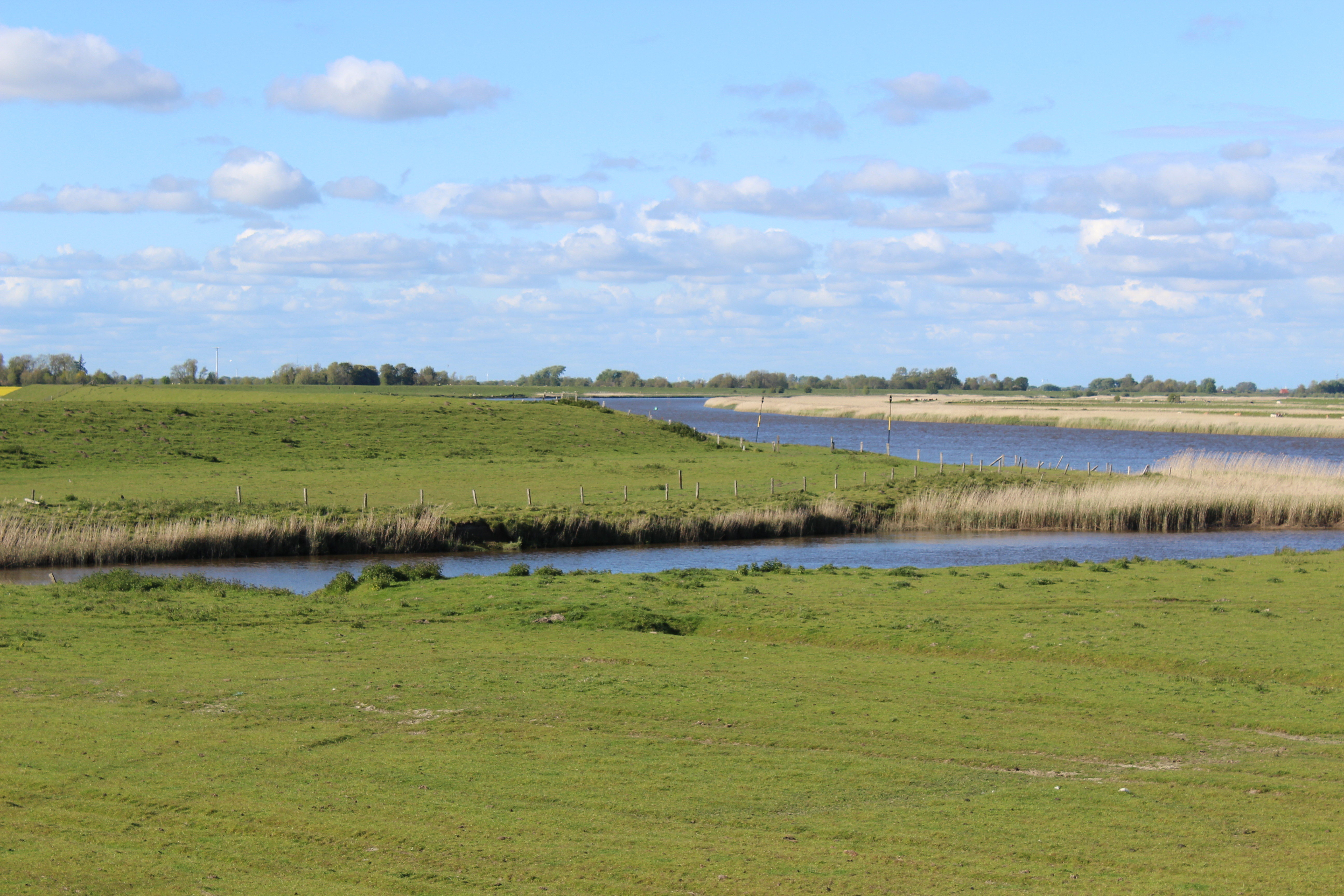
Blick zur Eider im NSG „Oldensworter Vorland“
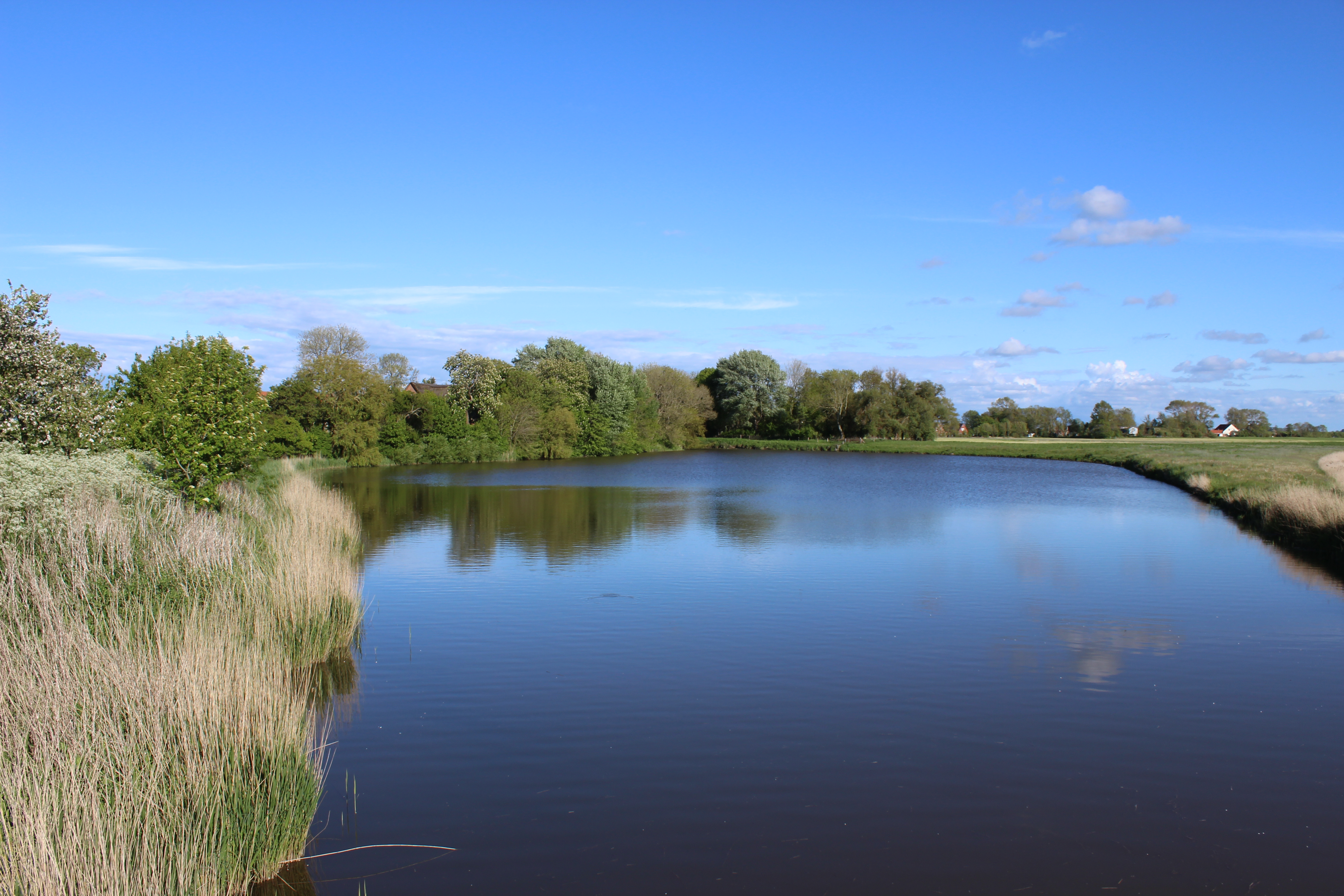
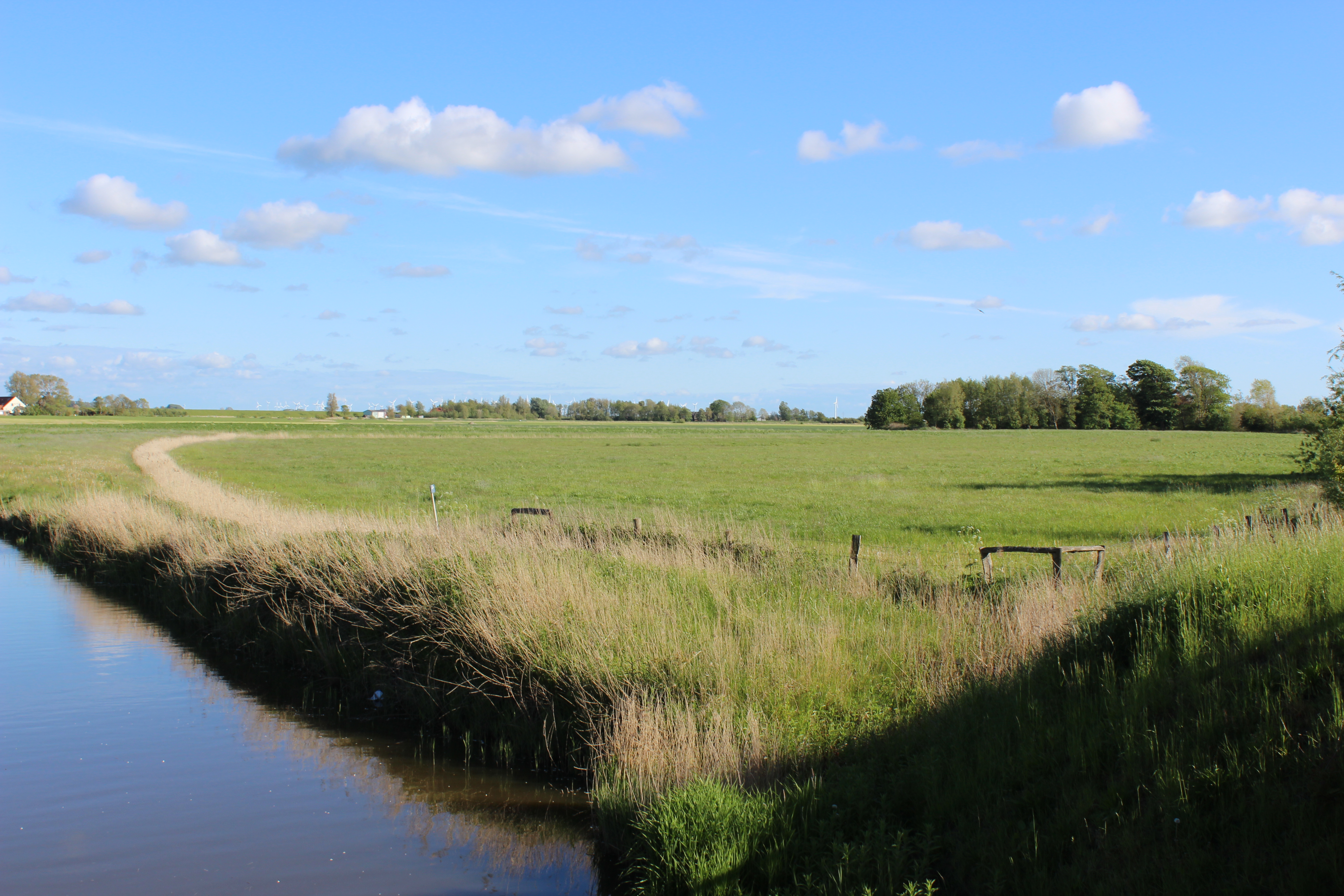
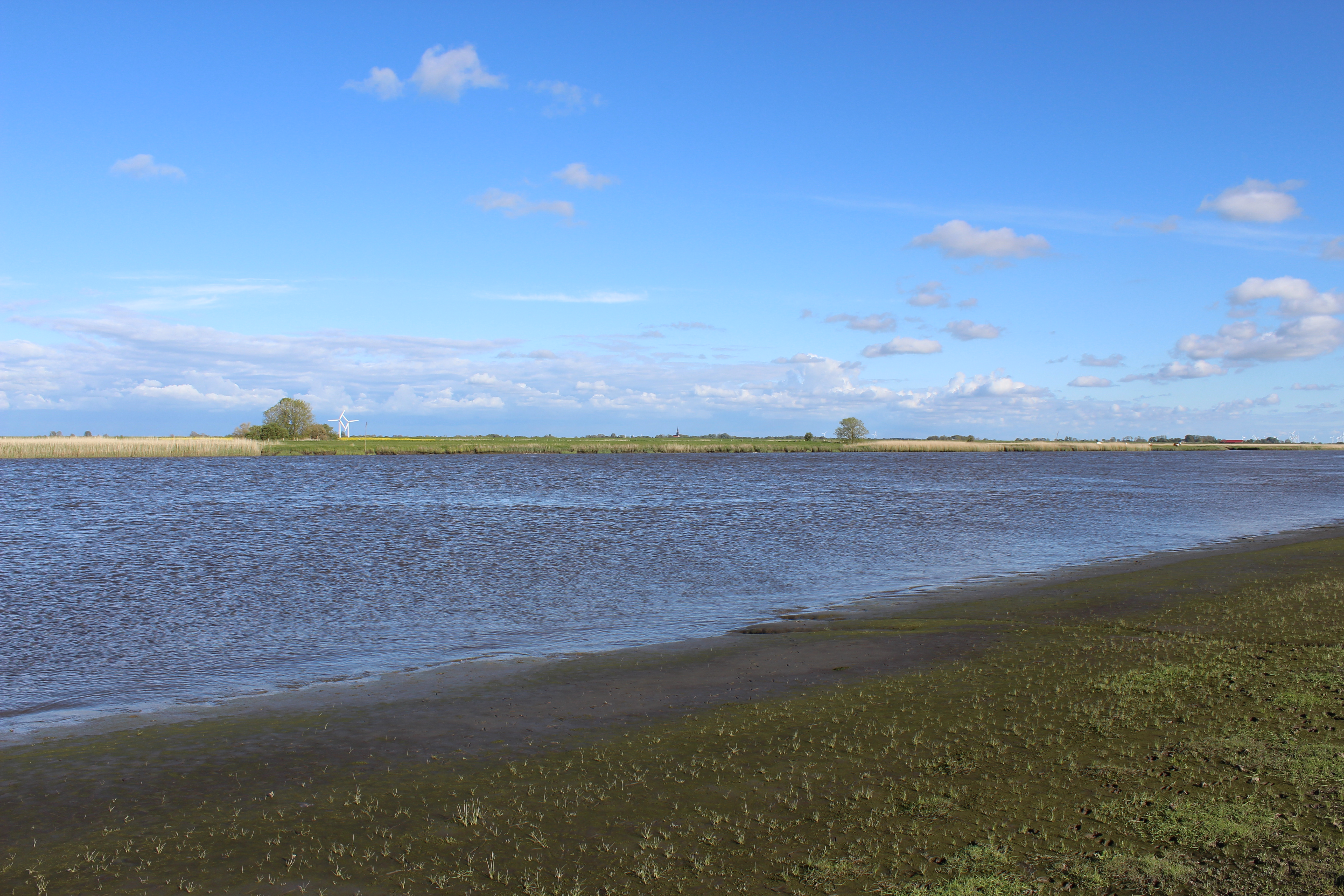